# Кириллов, Пётр Михайлович
Пётр Михайлович Кириллов (22 июня 1922 — 26 мая 2008) — советский конструктор, Герой Социалистического Труда (1968).

## Биография
Пётр Михайлович Кириллов родился 22 июня 1922 года в деревне Доманово. В 1939 году он окончил среднюю школу, после чего учился в Московском высшем техническом училище имени Н. Э. Баумана. С началом Великой Отечественной войны добровольцем ушёл на фронт в составе Московского народного ополчения, затем воевал в частях Рабоче-Крестьянской Красной Армии. В 1946 году Кириллов был демобилизован. В 1950 году окончил МВТУ имени Н. Э. Баумана, после чего был направлен на работу в «КБ-1» (впоследствии — Московское конструкторское бюро «Стрела», Центральное конструкторское бюро «Алмаз»).
Прошёл путь от старшего техника до главного конструктора в системе своего конструкторского бюро. Принимал участие в разработке и создании всех зенитных ракетных комплексов и систем противовоздушной обороны Советской Армии. В 1958 году за создание зенитно-ракетного комплекса «С-75» Кириллову была присуждена Ленинская премия, в 1981 году за создание зенитно-ракетного комплекса «С-300П» — Государственная премия СССР. За разработку зенитно-ракетного комплекса «С-200» был представлен к званию Героя Социалистического Труда. В 1966 году защитил докторскую диссертацию.
Указом Президиума Верховного Совета СССР от 19 сентября 1968 года за «выдающиеся успехи в развитии советского машиностроения» Пётр Михайлович Кириллов был удостоен высокого звания Героя Социалистического Труда с вручением ордена Ленина и медали «Серп и Молот».
Похоронен на Химкинском кладбище Москвы.
Был награждён тремя орденами Ленина (1956, 1968, 1976), орденами Отечественной войны 2-й степени, Трудового Красного Знамени (1954), Красной Звезды, рядом медалей.
Мемориальная доска в память о Кириллове установлена на здании школы № 2 в Вязьме, в которой он учился.